# غلي (طبخ)

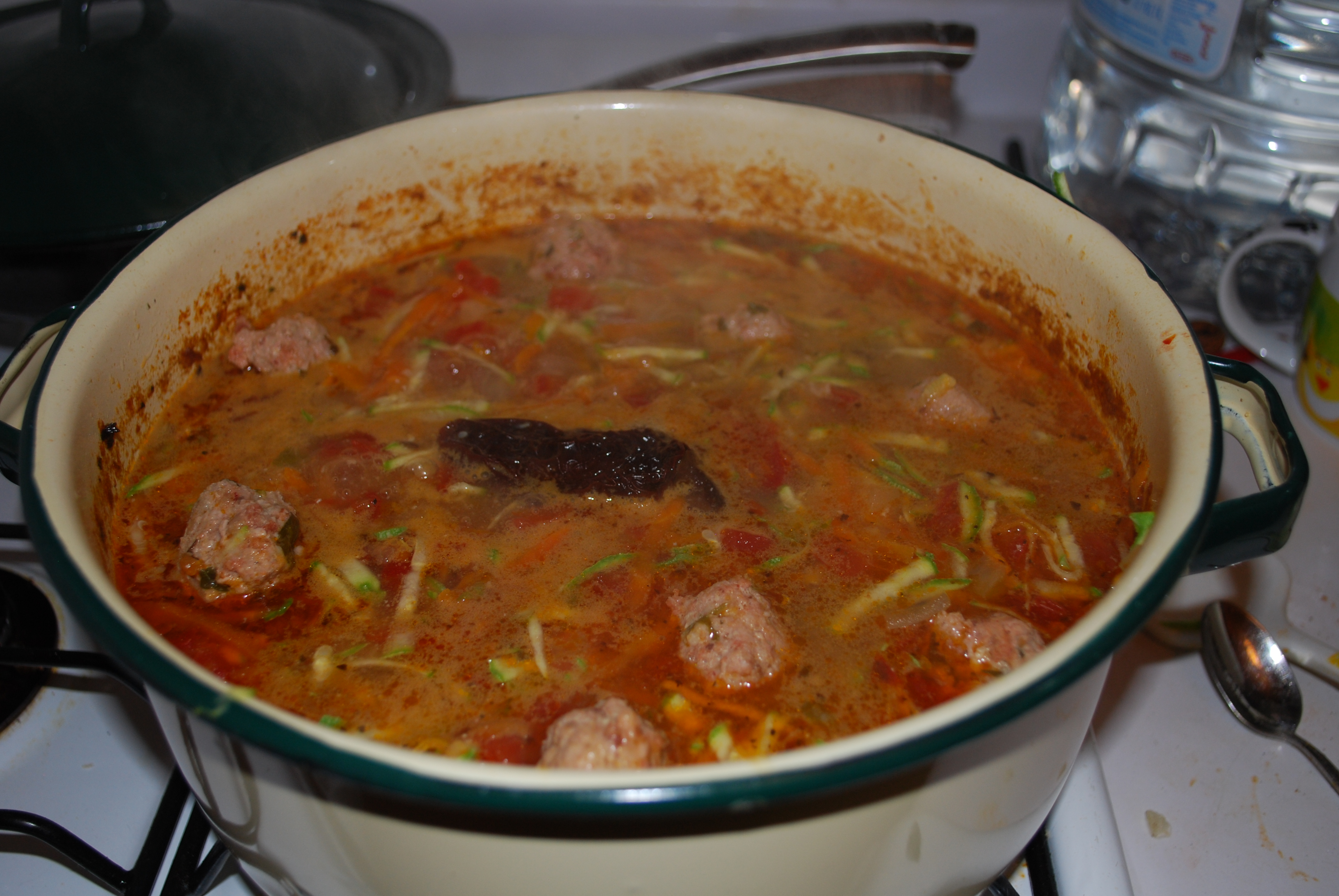
تحضير طبق بغلي المقادير على فرن.

الغلي هي وسيلة طبخ تتضمن تعريض مكونات الطعام إلى درجة حرارة مرتفعة عن طريق غمرها بالماء الساخن الذي تقارب درجة حرارته نقطة غليان الماء وهي 100 °س، وهي غالباً دونها.
يمكن استخدام وسائط أخرى لإجراء عملية الغلي مثل الحليب، ولذلك الغرض يتم استخدام قدور مخصصة بحيث تؤمن الأمان ولا تلتصق المكونات الدهنية على جدرانها.

## اقرأ أيضاً
- سلق (طبخ)
- تدخين (طبخ)